# Tunel Festning
Tunel Festning (norsky Festningstunnelen) je dálniční tunel na evropské silnici E18 v centru norského Osla, silničního tunelového systému Opera. Tunel má dva tubusy, v každém z nich jsou tři jízdní pruhy. Vede z Bjørvika pod pevností Akershus, Rådhusplassen (Radničním náměstím) a čtvrtí Vika do Filipstadu. Tunel měří 1 800 metrů a v nejnižší bod je 45 m hluboko pod hladinou moře.
Tunel byl dříve známý také jako Horská trať (Fjellinjen) a tunel Oslo (Oslotunnelen). Název Fjellinjen od té doby převzala společnost zodpovědná za vybírání mýtného na městském mýtném okruhu v Oslu. Tunel změnil v roce 1998 svůj oficiální název z tunelu Oslo na tunel Festning, aby se předešlo záměně se stejnojmenným železničním tunelem. V letech 2008 a 2009 probíhá v tunelu modernizace elektrického zařízení, financovaná z mýtného, která si vyžádala náklady ve výši 240 milionů NOK.
Na západě se tunel napojuje na bránu Dronning Mauds křižovatkou a má také připravenou křižovatku pro budoucí tunel Slottspark. Na východě se napojuje na Nylandsveien a okruh 1 u Bjørvika. V roce 2010 byl pod Bjørvikou vybudován tunel Bjørvika, který se přímo napojil na tunel Festning.
Tunel byl vybudován, aby odvedl dopravu z náměstí před radnicí v Oslu a umožnil lepší přístup k nábřeží z města. Po otevření tunelu v lednu 1990 zůstala auta na Radničním náměstí až do roku 1994. V roce 1995 byla přes náměstí postavena tramvajová linka Vika.